# NGC 1122
NGC 1122 is een balkspiraalstelsel in het sterrenbeeld Perseus. Het hemelobject werd op 17 oktober 1786 ontdekt door de Duits-Britse astronoom William Herschel.

## Synoniemen
- NGC 1123
- PGC 10890
- UGC 2353
- MCG 7-6-83
- ZWG 539.117
- IRAS02496+4200